# Dariusz Dziadzio

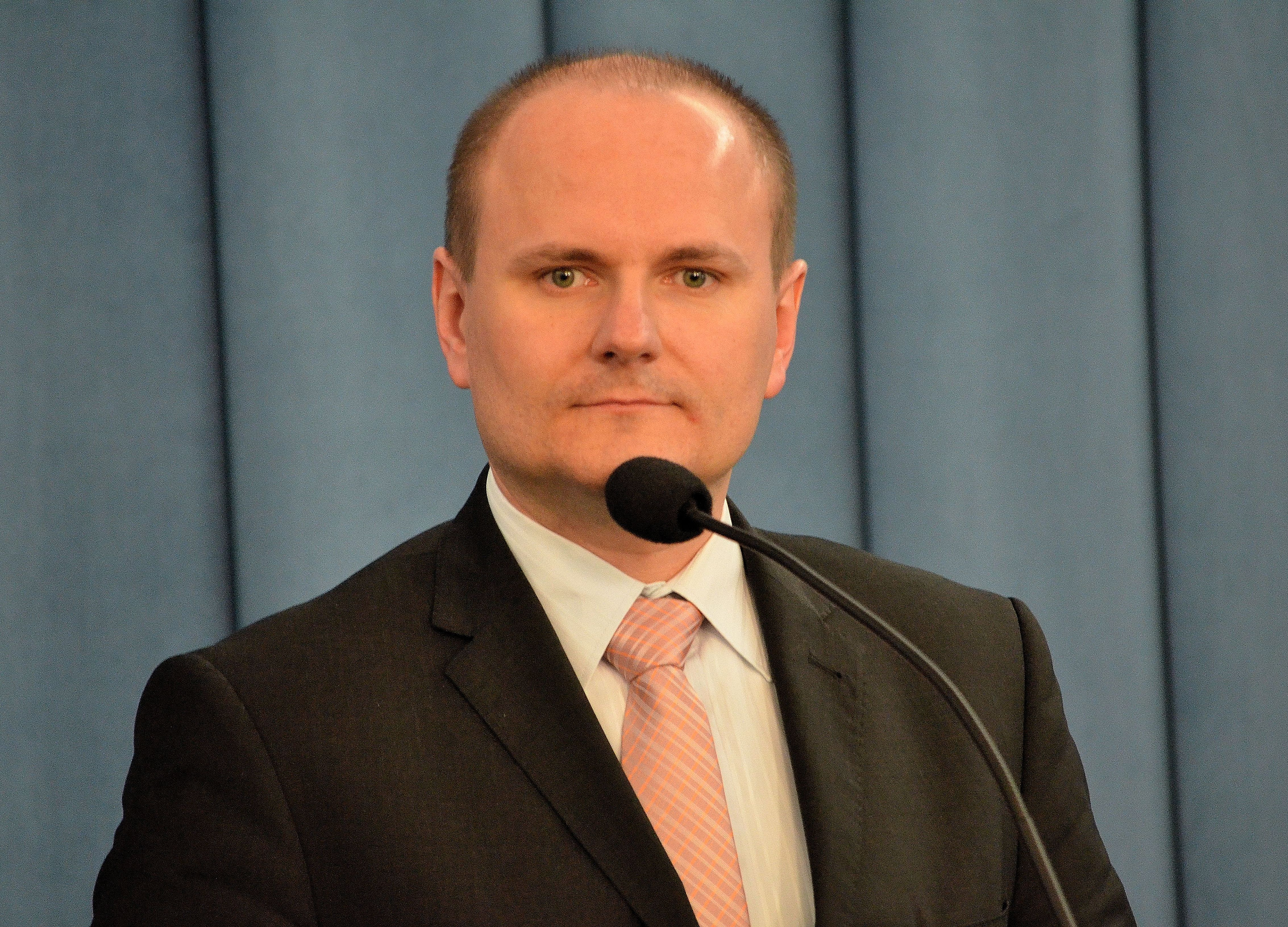
Dariusz Dziadzio

Dariusz Cezar Dziadzio (* 25. Februar 1975 in Rzeszów) ist ein polnischer Politiker der Ruch Palikota (Palikot-Bewegung).
Er hat einen Magister-Abschluss als Physiotherapeut von der Sporthochschule Katowice. Nach seinem Studium begann er zuerst in seinem Beruf zu arbeiten, bemerkte dann seine Fähigkeiten im Verkauf und wechselte daher seine Tätigkeit. Er war unter anderem für Vitamed, Krka, und Coloplast als Verkäufer von Medizinbedarf tätig. Zuletzt arbeitete er als selbständiger Trainer für die Leadership Management Polska. Bei den Parlamentswahlen 2011 trat er für die Ruch Palikota im Wahlkreis 23 Rzeszów an. 11.091 Wahlberechtigte stimmten für ihn und ermöglichten so seinen Einzug in den Sejm.
Dariusz Dziadzio ist verheiratet und hat einen Sohn.